# Ruhna vas
Ruhna vas – wieś w Słowenii, w gminie Škocjan. W 2018 roku liczyła 14 mieszkańców.